# Ricards Island
Ricards Island är en ö i Kanada.   Den ligger i territoriet Nunavut, i den norra delen av landet, 3 600 km nordväst om huvudstaden Ottawa. Arean är 9,2 kvadratkilometer.
Terrängen på Ricards Island är platt. Öns högsta punkt är 62 meter över havet. Den sträcker sig 4,6 kilometer i nord-sydlig riktning, och 6,1 kilometer i öst-västlig riktning.
Trakten runt Ricards Island är permanent täckt av is och snö.